# Crash Dummies
Ne doit pas être confondu avec Crash Test Dummies.
Les Crash Dummies (en version originale The Incredible Crash Dummies), initialement commercialisés sous le nom de Crash Robots, sont une gamme de figurines articulées, commercialisés en Europe par Tyco Toys au début des années 1990. Ces figurines étaient basées sur les mannequins d’essai de choc,.
Le jeu vidéo The Incredible Crash Dummies met en scène ces figurines.